# 小行星2053
小行星2053（2053 Nuki）是一颗围绕太阳公转的小行星。1976年10月24日，理察·馬丁·威斯特在拉西拉天文台发现了此天体。
該小行星以威斯特的兒子諾達里·威斯特（Nodari West）命名。
这颗小行星的绝对星等为238.64511等。